# 野本かりあ
野本 かりあ（のもと かりあ） は、日本の女性歌手・DJ・モデルである。

## 来歴
元乙女塾1期生。2001年小西康陽のプロデュースにより日本コロムビアからデビュー。2012年7月いっぱいで所属していたジャングルを辞めてフリー。2019年からSHREWに所属。

## ディスコグラフィー

### EP
1. Se Voce Pensa（2002年6月20日）
2. きっと言える（2002年6月20日）

### シングル
1. ショコラに夢中／月の向こうの世界（2005年8月3日）
  1. ショコラに夢中 ※アニメ『シュガシュガルーン』オープニングテーマ
  2. 月の向こうの世界 ※同エンディングテーマ
  3. ショコラに夢中（カラオケ）
  4. 月の向こうの世界（カラオケ）
2. 東京は夜の七時（2006年6月28日）ピチカート・ファイヴのカバー
  1. 東京は夜の七時(the first cut)
  2. 東京は夜の七時(karly mix)
  3. 東京は夜の七時(kagami remix)
  4. 東京は夜の七時から七時十一分。(extended version:karly to 524)
3. 自由度。 feat.エイジアエンジニア（2006年12月20日）
  1. 自由度。
  2. READYMADE MIKE TEST
  3. 自由度。 karly mix

### アルバム
1. The girl from R.E.A.D.Y.M.A.D.E（2002年6月26日）
  1. Intro
  2. きっと言える
  3. ノンノン人形（LA POUPEE QUI FAIT NON）
  4. 野いちご
  5. Se Voce Pensa
  6. M.O.D.E.L Agent
  7. I LOVE YOU - beatmania THE SOUND OF TOKYO収録曲
2. カアリイ（2004年7月28日）
  1. アリア、あるいは修道女かりあ
  2. 一週間
  3. バレエ
  4. カアリイI
  5. 舌出し天使
  6. ロック・ステディ
  7. カアリイII
  8. 自由通りの午後
  9. カアリイIII
  10. 私の黒い小猫は悪戯だけど秘密は守る。
  11. アデューは悲しい言葉
  12. カアリイIV
  13. アムステルダム
  14. ナポレオン・ボナパルト
  15. 昨日のつづき
  16. 真夜中のアリア
  17. 私が死んでも
3. DANCE MUSIC（2007年1月24日）
  1. BOOMBASTIC HIP HOUSE BAND
  2. FMSB
  3. 自由度。
  4. バブリイ。
  5. G.T.O.
  6. GIRLS IN LOVE
  7. ソウル・トレイン。
  8. 瞳の中にミラーボール。
  9. KARLY'S DANCE MUSIC
  10. 東京は夜の七時。
  11. 遊び。
  12. どうしてこんなにあなたが好きなのだろう

### DVD
1. READYMADE SCREEN TEST（2007年4月4日）

## 出演

### 映画
- 隕石とインポテンツ 2013年
- 絶狼-ZERO- -BLACK BLOOD- 2014年　イユ
- ROKUROKU 2018年　ロクロク

### テレビドラマ
- 牙狼-GARO- 〜闇を照らす者〜 第14話（2013年7月5日、テレビ東京） - ソフィア 役
- 衝撃ゴウライガン!! 第9話（2013年11月29日、テレビ東京） - ウェディングドレスデザイナー 役

### CM
- ユニクロUNIQLO PARKA STYLE 1000 2009年 532
- 丸井 マルコとマルオの７日間 2009年秋
- ワコール 「Fit for My Life」Webムービー主演『気まぐれな出会い』 2010年
- BOAT RACE振興会

### MV
- Negicco「矛盾、はじめました。」（2016年） [2]